# Natalogryllus trichardti
Natalogryllus trichardti är en insektsart som först beskrevs av Otte, D. 1987.  Natalogryllus trichardti ingår i släktet Natalogryllus och familjen syrsor. Inga underarter finns listade i Catalogue of Life.